# Les Rats de caves
Pour plus de détails, voir Fiche technique et Distribution.
Les Rats de caves (titre original : The Subterraneans) est un film américain réalisé par Ranald MacDougall et sorti en 1960.

## Synopsis
Dans les années 1950, Leo Percepied, jeune romancier en devenir, quitte le foyer familial pour s'en aller chercher un sens à sa vie dans les bars et les boîtes de jazz de San Francisco. Il y rencontre Mardou Fox, une jeune femme à la dérive avec laquelle il entame une relation amoureuse et tortueuse. Tandis que Leo trouve son inspiration littéraire et lance les prémices d'une nouvelle philosophie, celle de la Beat Generation, Mardou tente d'oublier ses problèmes existentiels en s'étourdissant sur un tempo jazzy et en se donnant froidement à ceux qui la désirent. Le couple trouvera une chance de perdurer lorsque Mardou se retrouvera enceinte...

## Thèmes et contexte
- Une adaptation controversée[1] du roman de Jack Kerouac, notamment pour avoir remplacé l'héroïne métisse par une femme blanche et supprimé du coup le thème de l'alliance interraciale abordé dans le roman. En revanche, certains critiques[2] ont trouvé que l'intérêt du film est la musique composée par André Previn : jazz West Coast interprété entre autres par Gerry Mulligan, Red Mitchell, Shelly Manne et Carmen McRae.
- Notes de Leslie Caron[3] : « J'y jouais le rôle d'une névrosée (l'héroïne était dans le livre une métisse à moitié Cherokee) qui, encline à se suicider, bascule pour de bon dans la folie quand Leo, son amant, l'abandonne. Les scènes d'extérieur ont été tournées à San Francisco, au cœur même de la ville. […] Le film, dont violence et désespoir sont les thèmes dominants, aurait dû être tourné en noir et blanc avec une caméra à l'épaule, tenue de préférence par John Cassavetes. Mais, même dans ce cas, il n'aurait pas attiré beaucoup de spectateurs, car ce cinéaste n'a été véritablement apprécié aux États-Unis qu'après avoir été d'abord découvert en Europe. J'ai pourtant eu à jouer une des scènes les plus éprouvantes de toute ma carrière : je devais courir entièrement nue dans une rue de San Francisco grouillante de monde. La caméra juchée à l'arrière d'un camion était cachée sous une bâche, et l'accès aux rues adjacentes avait été bloqué pour que rien ne puisse entraver ma fuite hystérique. Après le tournage, je tremblais comme si j'avais été victime d'un accident, j'entendais encore, comme un disque enrayé, les voix des passants hurler : « Regardez-la ! Elle est nue ! Arrêtez-la ! » et je voyais leurs bras se tendre pour tenter de se saisir de moi. […] Que ce film n'ait pas été meilleur est regrettable, car la musique composée par Gerry Mulligan et André Previn, à laquelle participaient Shelly Manne et Red Mitchell — sans oublier la grande Carmen McRae —, était excellente. »

## Fiche technique
- Titre : Les Rats de caves
- Titre original : The Subterraneans
- Réalisation : Ranald MacDougall
- Scénario : Robert Thom d'après le roman de Jack Kerouac, Les Souterrains (The Subterraneans, New York, 1958)
- Musique : André Previn
- Direction musicale : Albert Woodbury
- Chanson : Coffee Time, paroles d'Arthur Freed et musique d'Harry Warren, interprétée par Carmen McRae
- Photographie : Joseph Ruttenberg
- Son : Franklin Milton
- Montage : Ben Lewis
- Direction artistique : George W. Davis, Urie McCleary
- Décors : Henry Grace, Hugh Hunt
- Costumes : Mary Mabry
- Pays de production :  États-Unis
- Tournage : 
  - Langue : anglais
  - Extérieurs : San Francisco (Californie)
  - Période prises de vue : 24 août à mi-octobre 1959
- Producteur : Arthur Freed
- Société de production : MGM
- Société de distribution : MGM
- Format : couleur (Metrocolor) — 35 mm — 2.35:1 (CinemaScope) — son monophonique (Westrex Recording System)
- Genre : drame, film musical
- Durée : 89 minutes
- Date de sortie :
  - États-Unis : 23 juin 1960

## Distribution
- Leslie Caron : Mardou Fox
- George Peppard : Leo Percepied
- Janice Rule : Roxanne
- Roddy McDowall : Yuri Gilgoric
- Anne Seymour : Charlotte Percepied
- Jim Hutton : Adam Moorad
- Scott Marlowe : Julien Alexander
- Arte Johnson : Arial Lavalerra
- Ruth Storey : l'analyste
- Bert Freed : le barman
- Gerry Mulligan : le révérend Joshua Hoskins
- Carmen McRae : elle-même
- André Previn : lui-même
- Shelly Manne : lui-même
- Red Mitchell : lui-même
- Art Farmer : lui-même
- Dave Bailey : lui-même
- Russ Freeman : lui-même
- Art Pepper : lui-même
- Bob Enevoldsen : lui-même